# Shoreacres (Texas)
Shoreacres es una ciudad ubicada en el condado de Harris en el estado estadounidense de Texas. En el Censo de 2010 tenía una población de 1493 habitantes y una densidad poblacional de 597,36 personas por km².

## Geografía
Shoreacres se encuentra ubicada en las coordenadas 29°37′16″N 95°1′8″O / 29.62111, -95.01889. Según la Oficina del Censo de los Estados Unidos, Shoreacres tiene una superficie total de 2.5 km², de la cual 2.35 km² corresponden a tierra firme y (5.91%) 0.15 km² es agua.

## Demografía
Según el censo de 2010, había 1493 personas residiendo en Shoreacres. La densidad de población era de 597,36 hab./km². De los 1493 habitantes, Shoreacres estaba compuesto por el 91.02% blancos, el 1.54% eran afroamericanos, el 0.74% eran amerindios, el 0.54% eran asiáticos, el 0% eran isleños del Pacífico, el 4.42% eran de otras razas y el 1.74% pertenecían a dos o más razas. Del total de la población el 17.41% eran hispanos o latinos de cualquier raza.

## Transporte
La División de Servicios de Tránsito del Condado de Harris gestiona servicios de transporte.

## Educación
El Distrito Escolar Independiente de La Porte gestiona escuelas públicas.